# Donna Wilkes
Donna Consuelo Wilkes (nascida c. 1958–1959)  é uma atriz americana. Ela começou sua carreira como atriz infantil em comerciais antes de fazer sua estreia no cinema em Tubarão 2 (1978). Posteriormente, ela teve um papel coadjuvante em Quase Verão (1978), seguido por papéis principais nos filmes de terror Schizoid (1980) e Blood Song (1982). Ela também apareceu em vários programas de televisão, incluindo a novela Days of Our Lives (1982-1983), retratando Pamela Prentiss. Ela interpretou Diane Alder na comédia de curta duração Hello, Larry (1979), um papel que ela reprisou em um episódio spin-off de Diff'rent Strokes.
Wilkes é talvez mais conhecida por seu papel no thriller Angel (1984), no qual ela interpretou uma estudante preparatória em Los Angeles que vive uma vida dupla como prostituta à noite. Seus outros créditos incluem o filme de terror Grotesque (1988), ao lado de Linda Blair e Tab Hunter, e papéis de estrela convidada na série Dragnet (1989) e FBI: The Untold Stories (1991).
Wilkes abandonou sua carreira de atriz no início de 1990 após o nascimento de sua filha. Ela voltou a atuar em 2013, aparecendo nos filmes independentes My Stepbrother Is a Vampire!?! e 90210 Ataque de Tubarão (2014).

## Biografia

### Início de vida
Wilkes nasceu em Manhattan, Nova Iorque no Harlem espanhol. Seu pai era Wayman Otis Wilkes (1918–2013), um quiroprático americano irlandês originário do Texas, enquanto sua mãe, uma cantora de boate de El Salvador, era descendente de espanhóis e franceses. Os pais de Wilkes se divorciaram quando ela tinha 3 meses. Ela foi criada falando inglês e espanhol, e é fluente em ambos.
Quando ela tinha seis anos, ela fez seu primeiro comercial, para tênis Keds. Ela treinou em atuação no Dominica American Theatre of Performing Arts, mas parou seu treinamento aos 11 anos para se tornar uma "estudante normal". Aos 12 anos, ela foi morar com seus tios na República Dominicana. Wilkes frequentou o Collegio Santo Domingo, onde era uma aluna avançada, graduando-se aos 14 anos. Aos 15 anos, ela se mudou para Los Angeles, Califórnia, mas, incapaz de trabalhar em uma idade tão jovem, convenceu muitos empregadores de que ela tinha 18 anos e era casada. Seus primeiros empregos incluíram ser operadora de computador para um serviço de ambulância e como secretária e assistente administrativa de uma grande corporação.

### Início de carreira
Wilkes começou a atuar novamente aos 17 anos. Seu primeiro papel foi o papel de Jackie Peters no filme de 1978 da Universal Pictures, Jaws 2. Nesse mesmo ano, ela estrelou como Meredith em Quase Verão, que lhe rendeu um cartão do Screen Actors Guild (SAG). Por volta dos 18 anos, ela se casou com o ator Billy Gray, de 39 anos, conhecido por seu trabalho em Father Knows Best. O casamento logo terminou em divórcio.
Em 1980, Wilkes interpretou a filha mentalmente instável de um psicólogo (interpretado por Klaus Kinski ) no filme de terror Schizoid.  Ela posteriormente estrelou o filme de terror Blood Song (1982) ao lado de Frankie Avalon, interpretando uma jovem deficiente perseguida por um assassino maníaco com quem ela tem uma conexão telepática. 

### Angel, hiato e carreira posterior
Wilkes teve um papel central como Pamela Prentiss na novela Days of our Lives de 1983 a 1984.
Ela posteriormente ganhou atenção internacional por seu papel principal no filme cult de sexploitation Angel, no qual ela interpretou Molly "Angel" Stewart, uma estudante de honra do ensino médio durante o dia e uma prostituta à noite, ao lado de Cliff Gorman, Susan Tyrrell, Dick Shawn, e Rory Calhoun.  O filme gerou três sequências mal sucedidas nas quais Wilkes não teve envolvimento. Wilkes tinha 22 anos ou mais na época em que interpretou o personagem de 15 anos. Para se preparar para o papel, ela passou um tempo em casas de recuperação e centros de reabilitação em Los Angeles. Lançado pela New World Pictures em janeiro de 1984, Angel foi um sucesso de bilheteria, arrecadando US$ 17,5 milhões nos Estados Unidos.
Após Angel, Wilkes continuou a trabalhar na televisão, fazendo aparições nas séries Partners in Crime (1984), Hell Town (1985) e Dragnet (1989). Ela também teve um papel coadjuvante no filme de terror Grotesque (1988), co-estrelando com Linda Blair e Tab Hunter.
Wilkes abandonou sua carreira de atriz no início de 1990 depois de dar à luz sua filha. Ela voltou a atuar na década de 2010, aparecendo nos filmes independentes My Stepbrother Is a Vampire!?! (2013) e 90210 Ataque de Tubarão (2014).

## Filmografia

### Filme
| Ano  | Título                         | Função               | Notas                                                     |
| ---- | ------------------------------ | -------------------- | --------------------------------------------------------- |
| 1978 | Jaws 2                         | Jackie Peters        |                                                           |
| 1978 | Quase verão                    | Meredith             |                                                           |
| 1979 | Fyre                           | Carol                |                                                           |
| 1979 | Hard Knocks                    | Chris                | Títulos alternativos: Mid-Knight Rider e Hollywood Knight |
| 1980 | Schizoid                       | Alison Fales         | Título alternativo: Assassinato por Correio               |
| 1982 | Blood Song                     | Marion               | Título alternativo: Dream Slayer                          |
| 1984 | Anjel                          | Molly 'Anjo' Stewart |                                                           |
| 1988 | Grotesco                       | Kathy                |                                                           |
| 2013 | Meu meio-irmão é um vampiro!?! | Miss Fortune         |                                                           |
| 2014 | 90210 Ataque de Tubarão        | Pâmela               |                                                           |

### Televisão
| Ano       | Título                         | Função          | Notas                                              |
| --------- | ------------------------------ | --------------- | -------------------------------------------------- |
| 1978      | A coragem e a paixão           | Tracy           | Filme de televisão                                 |
| 1978      | The Incredible Hulk            | Alice Morrow    | Episódio: "Alice in Disco Land"                    |
| 1979      | Hello, Larry                   | Diane Alder     | Elenco principal (14 episódios)                    |
| 1979      | Diff'rent Strokes              | Diane Alder     | Episódio: "A Viagem: Parte 1"                      |
| 1979      | Os fugitivos                   |                 | Episódio: "Terra do Mel"                           |
| 1981      | Nascido para ser vendido       | Cindy Carlson   | Filme de televisão                                 |
| 1981      | Chamadas domiciliares          |                 | Episódio: "A Polícia do Sexo"                      |
| 1982      | Padre Murphy                   | Emma Walker     | Episódios: "O Primeiro Milagre" (Partes 1 e 2)     |
| 1982      | T. J. Hooker                   | Karen Stewart   | Episódio: "Rei da Colina"                          |
| 1982-1983 | Days of our Lives              | Pamela Prentiss | Elenco principal (14 episódios)                    |
| 1983      | Somente professores            |                 | Episódio: "Louvado seja o Senhor e Munições Pasta" |
| 1984      | Da UM tempo!                   | Gina            | Episódio: "O Centro"                               |
| 1984      | Parceiros no Crime             | Sandy           | Episódio: "Fantasyland"                            |
| 1985      | Cidade do Inferno              | Meg             | Episódio: "The Rat Man Cometh"                     |
| 1986      | Tribunal Superior              |                 | Episódio: "Encontro de estupro"                    |
| 1989      | Rede de arrasto                | Amy Redmond     | Episódio: "Seguro na prisão"                       |
| 1991      | FBI: As Histórias Não Contadas | Teresa Starr    | Episódio: "O assassinato do juiz John Wood"        |